# Château de Saragosse
Le château de Saragosse est situé sur la commune de Limeux, dans le département du Cher.

## Historique
Les premières édifications du château remontraient au XIe ou XIIe siècles. Le château actuel a été construit au XVIe siècle sur des fondations plus anciennes par la famille Dumoustier, des écuyers qui possédaient la seigneurie de Saragosse depuis le milieu du XIVe siècle. La famille Dorsanne, seigneurs de Mérolles, l'acquièrt en 1604. Vendu comme bien national à la Révolution, il est acquis par la famille Godet en 1946.
Le monument fait l’objet d’une inscription au titre des monuments historiques depuis le 24 novembre 1997.